# Lambrechtshagen
Lambrechtshagen é um município da Alemanha, situado no distrito de Rostock, no estado de Mecklemburgo-Pomerânia Ocidental. Tem 13,52 km² de área, e sua população em 2019 foi estimada em 2.889 habitantes.